# After You’ve Gone
After You’ve Gone ist eine Ballade, die Turner Layton zu einem Text von Henry Creamer geschrieben und 1918 veröffentlicht hat. Der Song war 1919 ein Nummer-eins-Hit und entwickelte sich in den späten 1920er Jahren zum Jazzstandard.

## Charakteristika des Songs
After You’ve Gone ist die Liebesklage einer von ihrem Ex-Liebhaber verlassenen Frau; sie gibt ihm darin zu verstehen, dass er diesen Schritt künftig noch bereuen werde. Der überwiegend in Dur verfasste Song ist in der Liedform ABAC gehalten, wobei jeder der Teile (mit Ausnahme des 8-taktigen C-Teils) vier Takte umfasst. Die A-Teile stellen mit ihrer eindringlichen Wiederholung der Worte After You’ve Gone bzw. There’ll Come a Time die Gegenwart bzw. die Zukunft in den Raum. Die letzten vier Takte des C-Teils greifen dieses Motiv wieder auf.

## Erste Aufnahmen
Al Jolson sang als erster After You’ve Gone; die Uraufführung fand im New Yorker Wintergarden Theater statt. Der Song wurde bald darauf aufgenommen und war 1918 und 1919 in den amerikanischen Charts:
- Henry Burr und Albert Campbell (1918, #2)
- Marion Harris (1919, mit Rosario Bourdons Orchestra, #1)
- Billy Murray und Rachel Grant (1919, #9)

## Der Weg zum Jazzstandard
1927 wurde der Song wieder eingespielt, einerseits von Bessie Smith, begleitet von Pianist Fletcher Henderson (#7), andererseits von
Sophie Tucker und Miff Moles Molers (#10). In den nächsten Jahren coverten auch Louis Armstrong (1929) Paul Whiteman (mit Sänger Bing Crosby (1930, #14), Jack Teagarden und Lionel Hampton (1937, #6) den Song.
Bereits 1927 entstanden erste Instrumentalversionen (etwa von Johnny Dodds); im gleichen Jahr wurde erstmals eine Uptempo-Version von Red Nichols und Tommy Dorsey eingespielt. 1935 nahm Benny Goodman mit seinem Trio eine erste kommerziell erfolgreiche Instrumentalversion auf (#20); 1936 folgte Stuff Smith. 1937 spielten auch Django Reinhardt und Stéphane Grappelli mit ihrem Quintette du Hot Club de France After You’ve Gone instrumental ein. Im gleichen Jahr wählte Roy Eldridge den Titel erstmals als „Ausgangspunkt für ein ebenso virtuoses wie humoristisches Swing-Feuerwerk“ (mit Sängerin Gladys Palmer); 1941 folgte eine weitere brillante Coverversion von Eldridge gemeinsam mit dem Orchester von Gene Krupa. 1944 legten die Blue Note Jazzmen um James P. Johnson ebenfalls eine Einspielung vor, die als Klassiker gilt. In der zweiten Hälfte der 1940er Jahre interpretierten vor allem Saxophonisten den Song, etwa Charlie Parker mit Lester Young (bei einem Jazz-at-the-Philharmonic-Konzert 1946, zu hören auf Bird and Pres – The ’46 Concerts Jazz at the Philharmonic), aber auch Don Byas und Sonny Stitt.
Um 1952 nahm Joyce Bryant den Song für Okeh Records auf.
Till Brönner spielte das Stück 2010 wieder für seine Sammlung At the end of the day ein.
Der Song ist auch der (von Jamie Cullum interpretierte) Titelsong einer gleichnamigen BBC-Fernsehserie.

### Funktion als Bebop head
Art Peppers Erkennungsmelodie Straight Life baut auf den Harmonien von After You’ve Gone auf. Sonny Rollins spielte 1957 in seinem Trio mit Ray Brown und Shelly Manne über die Harmonien des Standards als Come, Gone, wobei er das Thema ganz aussparte.